# 黃世經
黃世經（1456年—？），字時濟，陝西秦州衛人，軍籍，明朝政治人物。

## 生平
陝西鄉試第二十一名舉人。成化二十三年（1487年）中式丁未科會試第二百五十名，三甲第四十一名進士。授修武县知县，县当冲路，政事勤敏，听讼明决，输赋均平，修武大治。弘治七年（1494年）十二月擢广西道监察御史，十七年二月迁云南副使，提刑惟慎，肃政惟明，滇民感之。

## 家族
曾祖黃得才；祖父黃秀；父黃凱，監生。母張氏。具庆下。